# Scambophyllum sandakanae
Scambophyllum sandakanae är en insektsart som beskrevs av Morgan Hebard 1922. Scambophyllum sandakanae ingår i släktet Scambophyllum och familjen vårtbitare. Inga underarter finns listade i Catalogue of Life.